# San Donato Milanese
San Donato Milanese je italská obec v metropolitním městě Milán v oblasti Lombardie.
K prosinci 2020 zde žilo 32 070 obyvatel.

## Sousední obce
Locate di Triulzi, Mediglia, Milán, Opera, Peschiera Borromeo, San Giuliano Milanese

## Partnerská města
- Novyj Urengoj, Rusko (1998)